# Puig de Coma Dolça
El Puig de Coma Dolça és una muntanya de 2.579,6 metres que es troba entre les comunes d'Er i de Llo totes dues a l'Alta Cerdanya, de la Catalunya del Nord.
És a la zona sud-est del terme d'Er i a la sud-oest del de Llo, al nord-oest del Puigmal de Llo i al sud-est, força més distant, de la Tossa d'Er.
El Puig de Coma Dolça és un indret present en les rutes d'excursionisme de la zona dels Puigmal.